# 이사벨주
이사벨주(Isabel Province)는 솔로몬 제도 북서부에 위치한 주로, 산타이사벨섬을 포함한다. 주도는 부알라이며 면적은 4,136km2, 인구는 20,241명(1999년 기준)이다.